# Rites funéraires dogons
 (février 2019).
Si vous disposez d'ouvrages ou d'articles de référence ou si vous connaissez des sites web de qualité traitant du thème abordé ici, merci de compléter l'article en donnant les références utiles à sa vérifiabilité et en les liant à la section « Notes et références ».
Chez les dogons, les rites funéraires se déroulent en trois temps : l'enterrement, les funérailles et le Dama.

## L'enterrement
Il est effectué très rapidement après le décès. Après avoir lavé et enveloppé le défunt dans une couverture mortuaire, on hisse le corps avec des cordes vers son dernier lieu de repos dans la falaise. On récupère la couverture ; elle sera le centre du rituel du Baga Bundo lors de funérailles.

## Les funérailles
Les funérailles (Yimu Gono) se tiennent quelques jours ou même plusieurs mois après que la dépouille du défunt a été déposée au cimetière. Les funérailles servent à rééquilibrer l'harmonie entre le monde des vivants et celui des morts et  permettent à la famille et aux proches de rendre un hommage au défunt dont l'âme doit être conduite vers l'au-delà.

## Le Dama
Il marque la fin du deuil et le passage de l'âme du défunt au pays des ancêtres. Il y a un "petit" et un "grand" Dama. Le petit Dama se pratique régulièrement et ne concerne qu'un défunt. Par contre, le grand Dama est exécuté pour plusieurs morts. Il donne lieu à une chorégraphie processionnaire. De longues années peuvent s'écouler entre deux Dama.